# Wadim Michailowitsch Koschewnikow
Wadim Michailowitsch Koschewnikow (russisch Вадим Михайлович Кожевников; * 9. Apriljul. / 22. April 1909greg. im Dorf Narym, Gouvernement Tomsk; † 20. Oktober 1984 in Moskau) war ein sowjetischer Schriftsteller und Journalist.

## Leben
Die Eltern waren nach Sibirien verbannte Sozialdemokraten. Von 1910 bis 1925 lebte er mit den Eltern in Tomsk. 1925 übersiedelten sie nach Moskau.
Koschewnikow studierte an der Moskauer Universität in der Literaturabteilung der Ethnologischen Fakultät. Er beendete das Studium 1933. Seine erste Erzählung wurde 1929 in der Zeitschrift Rost veröffentlicht. Ab 1933 arbeitete er als Journalist bei der Komsomolskaja Prawda und den Zeitschriften Ogonjok, Smena, Naschi dostischenija (Unsere Erfolge). Seit 1930 veröffentlichte er Erzählungen. 1939 erschien der erste Sammelband mit Erzählungen Notschnoi rasgowor (Nächtliches Gespräch). Seit 1940 war Koschewnikow Mitglied des Schriftstellerverbands der UdSSR.
In den Jahren des Großen Vaterländischen Krieges war Koschewnikow Kriegskorrespondent der sowjetischen Armeezeitung an der Westfront im Range eines Oberstleutnants, später als Major. Ab 1943 berichtete er für die Prawda an der 1. Ukrainischen Front. Er nahm an der Schlacht um Berlin teil.
1947/48 war Koschewnikow Redakteur in der Redaktion für Literatur und Kunst bei der Prawda. Ab 1949 bis zu seinem Tod 1984 war er Chefredakteur der literarisch-künstlerischen und gesellschaftspolitischen Zeitschrift Snamja. Entsprechend mehrerer Quellen übergab er dem KGB (nach anderen Quellen dem ZK der KPdSU) das Manuskript des Romans Leben und Schicksal von Wassili Grossman. Koschewnikows Tochter Nadeschda Koschewnikowa meint dazu, dass auf jeden Fall „… nach den damals herrschenden Regeln ein Manuskript solchen Umfangs, und mit derart gefährlichen Ansichten, der Vergleich von Hitler mit Stalin sowie des Faschismus mit dem Kommunismus an das Zentralkomitee geschickt werden musste, in die Abteilung für Ideologie“. Der Kunsthistoriker Michail Tubli unterstützt die Ansicht der Tochter und merkt an, dass keine Dokumente bekannt sind, die beweisen, dass die Initiative zur Übergabe des Manuskripts und der Informationen über den Roman von Koschewnikow ausging. Alexander Solschenizyn, der über die Vorgänge in der Redaktion der Zeitschrift Nowy Mir gut informiert war, schrieb im Buch Die Eiche und das Kalb: „Ich erinnere mich, dass der Roman Grossmans aus dem Safe von Nowy Mir entwendet wurde.“
Koschewnikow war Sekretär des Schriftstellerverbands der UdSSR seit 1967 und der RSFSR seit 1970. Er war 1981 Delegierter des XXVI. Parteitags der KPdSU. Von 1966 bis 1984 war er in der Oblast Samarkand gewählter Abgeordneter des Unionssowjets des Obersten Sowjets der UdSSR.
Am 31. August 1973 unterschrieb Koschewnikow einen Brief einer Gruppe sowjetischer Schriftsteller an die Redaktion der Prawda über Solschenyzin und Sacharow. Dort hieß es: „Solschenizyn verletzt offen sowjetische Gesetze und tritt gegen die sowjetische Verfassung auf. Er unterstützt Kriegspropagada und tritt gegen die Entspannungspolitik auf. Wir müssen das Problem seiner Ausweisung aus der UdSSR ruhig lösen.“
Koschewnikow wurde auf dem Friedhof in Peredelkino begraben.

## Werk
Wadim Koschewnikow schrieb hauptsächlich Powests und Erzählungen. Er schrieb die Romane Darf ich vorstellen – Balujew und Schild und Schwert, nach denen die gleichnamigen Filme gedreht wurden (siehe auch Schild und Schwert). Gemeinsam mit dem Dramaturgen Iossif Prut schrieb er 1947 das Stück Das Schicksal des Reginald Davis. Am erfolgreichsten waren seine Prosawerke über den Großen Vaterländischen Krieg.

## Schriften
- Gesammelte Werke in 9 Bänden, Verlag Chudoschestwennaja Literatura, Moskau, 1985–1988
- Gesammelte Werke in 6 Bänden, Verlag Chudoschestwennaja Literatura, Moskau, 1968–1971
- In der großen Volksrepublik China, Verlag Prawda, Moskau, 1952

### Romane
- «Заре навстречу» (Sarje nawstretschu, Dem Morgenrot entgegen) 1956–1957 (Roman über die Revolution und Errichtung der Sowjetmacht in Sibirien)
- «Знакомьтесь, Балуев!» (Darf ich vorstellen – Balujew), Moskau, 1960 (Roman über den Ingenieur und Organisator, den Kommunisten Balujew, der in Sibirien eine Gasleitung baut)
  - Darf ich vorstellen – Balujew, Verlag Kultur und Fortschritt, Berlin, 1962, DNB 452550734
- «Щит и меч» (Schtschit i metsch), Moskau, 1965 (Roman über einen sowjetischen Kundschafter, der im Zweiten Weltkrieg in die deutsche Abwehr eingeschleust wird)
  - Im Labyrinth der Abwehr, Verlag Neues Leben, Berlin, 1969, DNB 457281510
- «В полдень на солнечной стороне» (W polden na solnetschnoi storone), Wojenisdat, Moskau, 1973
  - Mittags auf der Sonnenseite, Verlag Volk und Welt, Berlin, 1974, DNB 750136367
- «Корни и крона» (Korni i krona), Moskau, 1983

### Powests
- «Великий призыв» (Weliki Prisyw, Der große Aufruf), Verlag Sowetski Pissatel, Moskau, 1940.
- Степной поход (Stepnoi pochod, Ausflug in die Steppe), Moskau, 1940.
- «Грозное оружие» (Grosnoje oruschie, Bedrohliche Waffe), 1941.
- День летящий (Den letjaschtschi, Fliegender Tag), Moskau, 1963.
- «Особое подразделение» (Ossoboje podrasdelenije), Moskau, 1969.
  - Sonderabteilung. Erzählungen, Verlag Progress, Moskau, 1975, DNB 760148694
  - «Сидор Цыплаков» (Sidor Zyplakow)
  - «Пётр Рябинкин» (Pjotr Rjabinkin)
  - «Степан Буков» (Stepan Bukow; über einen sowjetischen Arbeiter, der sich neben seiner Arbeit weiterqualifiziert, ein Ingenieurdiplom erhält und schließlich Parteifunktionär wird)
- Годы огневые (Gody ognewye, Kriegerische Jahre), Moskau, 1972
- Воинское счастье (Woinskoje Stschastje), Moskau, 1977
- «Повести» (Erzählungen), 1979, (повести «Полюшко-поле», «Пустыня», «Белая ночь», «Лилась река» и «В дальнем плавании»)
- Так было (Tak bylo, So war es), Moskau, 1980.
- Полюшко-поле (Poljuschko Pole), Moskau, 1982.

### Erzählungen und Essays
- «Порт» (Port, Der Hafen), 1930
- «Девятое знамя» (Dewjatoje snamja, Das neunte Banner), 1933
- «Ночной разговор» (Notschnoi rasgowor, Nächtliches Gespräch), Moskau, 1939 (Sammelband mit Erzählungen)
- «Тяжёлая рука» (Tjascholaja ruka, Die schwere Hand), 1941 (Sammelband)
- «Март-апрель» (Mart-Aprel, März-April), 1942
- «Мера твёрдости» (Mera twjordosti, Ein Maß für die die Standhaftigkeit), Moskau, Verlag Molodaja Gwardija, 1942
- «Рассказы о войне» (Rasskasy o woine, Erzählungen von Krieg), 1942 (Sammelband)
- «Дом без номера» (Dom bes nomera, Haus ohne Nummer), 1943
- «Любимые товарищи» (Ljubimye towarischtschi, Die besten Freude), Moskau, Verlag Sowetski Pissatel, 1943
- «Труженики войны» (Truscheniki Woiny, Arbeiter des Krieges), Moskau, 1944 (Sammelband)
- Рассказы, (Rasskasy, Erzählungen), Moskau, Verlag Sowetski Pissatel, 1946
- «Это сильнее всего» (Eto silneje wsego, Das ist stärker als alles), Moskau, Verlag Prawda, 1947 (Sammelband)
- Мальчик с окраины.  (Maltschik s okrainy, Der Junge vom Stadtrand), Moskau, 1953
- Живой мост (Schiwoi most, Die lebende Brücke), Moskau, 1954
- Люди нового Китая (Ljudi nowogo Kitaja, Die Menschen im neuen China), Moskau, 1954
- Такими гордится народ (Takimi gorditsja narod, Darauf ist das Volk stolz), Moskau, 1955
- Дорогами войны (Dorogami woiny, Auf den Wegen des Krieges), Moskau, 1955
- Тысяча цзиней. Moskau, 1955
- Дерево жизни (Derewo schisni, Der Baum des Lebens), Moskau, 1979
- Уменье побеждать (Umenje pobeschat, Die Fähigkeit zu gewinnen) Moskau, 1987

### Stücke
- Das Schicksal des Reginald Davis, 1947 (zusammen mit Iossif Prut)
- «Огненная река» (Ognennaja reka, Der brennende Fluss), 1949
- Stücke, Moskau, Verlag Iskusstwo, 1949

### Drehbücher und Verfilmungen
- März-April, 1943 (nach der gleichnamigen Erzählung, Drehbuch zusammen mit Nikolai Roschkow)[9]
- Der Junge vom Stadtrand, 1947 (Drehbuch zusammen mit Iossif Prut)[10]
- W jedinom stroju, 1959 (Drehbuch[11])
- Dem Morgenrot entgegen, 1959 (nach dem gleichnamigen Roman)[12]
- Sdrawstui Gnat, 1962
- Darf ich vorstellen – Balujew, 1963 (nach dem gleichnamigen Roman, Drehbuchautor zusammen mit Wiktor Komissarschewski)
- Schild und Schwert, 1968 (der Autor schrieb das Szenarium nach seinem Roman Im Labyrinth der Abwehr gemeinsam mit Wladimir Bassow)
- Pjotr Rjabinkin, 1972 (nach der gleichnamigen Erzählung, gemeinsam mit Damir Wjatitsch-Bereschnych)

## Auszeichnungen
- Staatspreis der UdSSR (1971)[1] — für die Powests Pjotr Rjabinkin (1968) und Sonderabteilung (1969)
- Held der sozialistischen Arbeit (1974)[1]
- zweimal Leninorden (28. Oktober 1967; 27. September 1974)[1]
- Orden der Oktoberrevolution (2. Juli 1971)
- zweimal Orden des Vaterländischen Krieges I. Klasse (16. Juni 1945; 23. September 1945)
- zweimal Orden des Roten Banners der Arbeit (29. April 1959; 20. April 1979)
- Orden des Roten Sterns (7. Oktober 1942)

## Privates
Koschewnikow war seit 1945 mit Wiktorija Jurjewna (1917–1977) verheiratet, die in erster Ehe mit dem sowjetischen Polarflieger Ilja Pawlowitsch Masuruk liiert war. Die Tochter der Ehefrau aus erster Ehe, die Szenaristin Irina Masuruk (1936–1985) heiratete später den Schriftsteller Wil Lipatow. Koschewnikow hatte zwei Töchter: die Schriftstellerin und Journalistin Nadeschda Koschewnikowa (* 1949) und die Komponistin Jekaterina Koschewnikowa (* 1954).